# Amata takamukuana
Amata takamukuana là một loài bướm đêm thuộc phân họ Arctiinae, họ Erebidae.